# Campeonato da Europa de Atletismo de 1974
A 11ª edição dos Campeonatos da Europa de Atletismo decorreu no Estádio Olímpico de Roma, na Itália, entre 2 e 8 de setembro de 1974. 
Esta edição ficou marcada pela quebra de três recordes mundiais, todos no sector feminino: a finlandesa Riitta Salin estabeleceu o primeiro recorde dos 400 metros obtido electronicamente, ao fazer o tempo de 50.14 s; na estafeta 4 x 100 metros, o quarteto da República Democrática Alemã bateu o recorde que já pertencia a esse país, com o tempo de 42.51 s; e finalmente a lançadora de dardo Ruth Fuchs, ao fazer 67.22 m, batia o terceiro dos seis recordes mundiais que haveria de bater ao longo da sua carreira.

## Medalhistas

### Masculino
| Evento                | Ouro                                                                              | Prata                                                                                   | Bronze                                                                                       |
| --------------------- | --------------------------------------------------------------------------------- | --------------------------------------------------------------------------------------- | -------------------------------------------------------------------------------------------- |
| 100 metros            | Valeriy Borzov · União Soviética                                                  | Pietro Mennea · Itália                                                                  | Klaus-Dieter Bieler · Alemanha Ocidental                                                     |
| 200 metros            | Pietro Mennea · Itália                                                            | Manfred Ommer · Alemanha Ocidental                                                      | Hans-Jürgen Bombach · Alemanha Oriental                                                      |
| 400 metros            | Karl Honz · Alemanha Ocidental                                                    | David Jenkins · Reino Unido                                                             | Bernd Herrmann · Alemanha Ocidental                                                          |
| 800 metros            | Luciano Sušanj · Iugoslávia                                                       | Steve Ovett · Reino Unido                                                               | Markku Taskinen · Finlândia                                                                  |
| 1500 metros           | Klaus-Peter Justus · Alemanha Oriental                                            | Thomas Hansen · Dinamarca                                                               | Thomas Wessinghage · Alemanha Ocidental                                                      |
| 5000 metros           | Brendan Foster · Reino Unido                                                      | Manfred Kuschmann · Alemanha Oriental                                                   | Lasse Virén · Finlândia                                                                      |
| 10000 metros          | Manfred Kuschmann · Alemanha Oriental                                             | Tony Simmons · Reino Unido                                                              | Giuseppe Cindolo · Itália                                                                    |
| Maratona              | Ian Thompson · Reino Unido                                                        | Eckhard Lesse · Alemanha Oriental                                                       | Gaston Roelants · Bélgica                                                                    |
| 110 m barreiras       | Guy Drut · França                                                                 | Mirosław Wodzyński · Polónia                                                            | Leszek Wodzyński · Polónia                                                                   |
| 400 m barreiras       | Alan Pascoe · Reino Unido                                                         | Jean-Claude Nallet · França                                                             | Yevgeny Gavrilenko · União Soviética                                                         |
| 3000 m obstáculos     | Bronisław Malinowski · Polónia                                                    | Anders Gärderud · Suécia                                                                | Michael Karst · Alemanha Ocidental                                                           |
| Estafeta 4x100m       | Lucien Sainte-Rose · Joseph Arame · Bruno Cherrier · Dominique Chauvelot · França | Vincenzo Guerini · Norberto Oliosi · Luigi Benedetti · Pietro Mennea · Itália           | Manfred Kokot · Michael Droese · Hans-Jürgen Bombach · Siegfried Schenke · Alemanha Oriental |
| Estafeta 4x400m       | Glendon Cohen · William Hartley · Alan Pascoe · David Jenkins · Reino Unido       | Hermann Köhler · Horst-Rüdiger Schlöske · Karl Honz · Rolf Ziegler · Alemanha Ocidental | Stig Lönnqvist · Ossi Karttunen · Markku Taskinen · Markku Kukkoaho · Finlândia              |
| 20 km marcha          | Vladimir Golubnichiy · União Soviética                                            | Bernd Kannenberg · Alemanha Ocidental                                                   | Roger Mills · Reino Unido                                                                    |
| 50 km marcha          | Christoph Höhne · Alemanha Oriental                                               | Otto Bartsch · União Soviética                                                          | Peter Selzer · Alemanha Oriental                                                             |
| Salto em altura       | Jesper Tørring · Dinamarca                                                        | Kęstutis Šapka · União Soviética                                                        | Vladimír Malý · Tchecoslováquia                                                              |
| Salto com vara        | Vladimir Kischkun · União Soviética                                               | Władysław Kozakiewicz · Polónia                                                         | Yuriy Isakov · União Soviética                                                               |
| Salto em comprimento  | Valeriy Podluzhniy · União Soviética                                              | Nenad Stekić · Iugoslávia                                                               | Yevgeniy Shubin · União Soviética                                                            |
| Triplo salto          | Viktor Saneyev · União Soviética                                                  | Carol Corbu · Roménia                                                                   | Andrzej Sontag · Polónia                                                                     |
| Arremesso do peso     | Hartmut Briesenick · Alemanha Oriental                                            | Ralf Reichenbach · Alemanha Ocidental                                                   | Geoff Capes · Reino Unido                                                                    |
| Lançamento do disco   | Pentti Kahma · Finlândia                                                          | Ludvík Daněk · Tchecoslováquia                                                          | Rickard Bruch · Suécia                                                                       |
| Lançamento do dardo   | Hannu Siitonen · Finlândia                                                        | Wolfgang Hanisch · Alemanha Oriental                                                    | Terje Thorslund · Noruega                                                                    |
| Lançamento do martelo | Aleksey Spiridonov · União Soviética                                              | Jochen Sachse · Alemanha Oriental                                                       | Reinhard Theimer · Alemanha Oriental                                                         |
| Decatlo               | Ryszard Skowronek · Polónia                                                       | Yves Le Roy · França                                                                    | Guido Kratschmer · Alemanha Ocidental                                                        |

### Feminino
| Evento               | Ouro                                                                                    | Prata                                                                                          | Bronze                                                                                  |
| -------------------- | --------------------------------------------------------------------------------------- | ---------------------------------------------------------------------------------------------- | --------------------------------------------------------------------------------------- |
| 100 metros           | Irena Szewińska · Polónia                                                               | Renate Stecher · Alemanha Oriental                                                             | Andrea Lynch · Reino Unido                                                              |
| 200 metros           | Irena Szewińska · Polónia                                                               | Renate Stecher · Alemanha Oriental                                                             | Mona-Lisa Pursiainen · Finlândia                                                        |
| 400 metros           | Riitta Salin · Finlândia                                                                | Ellen Streidt · Alemanha Oriental                                                              | Rita Wilden · Alemanha Ocidental                                                        |
| 800 metros           | Lilyana Tomova · Bulgária                                                               | Gunhild Hoffmeister · Alemanha Oriental                                                        | Mariana Suman · Roménia                                                                 |
| 1500 metros          | Gunhild Hoffmeister · Alemanha Oriental                                                 | Lilyana Tomova · Bulgária                                                                      | Grete Andersen · Noruega                                                                |
| 3000 metros          | Nina Holmén · Finlândia                                                                 | Lyudmila Bragina · União Soviética                                                             | Joyce Smith · Reino Unido                                                               |
| 100 m barreiras      | Annelie Ehrhardt · Alemanha Oriental                                                    | Annerose Fiedler · Alemanha Oriental                                                           | Teresa Nowak · Polónia                                                                  |
| Estafeta 4x100m      | Doris Maletzki · Renate Stecher · Christina Heinich · Bärbel Eckert · Alemanha Oriental | Elfgard Schittenhelm · Annegret Kroniger · Annegret Richter · Inge Helten · Alemanha Ocidental | Ewa Długołęcka · Danuta Jedrejek · Barbara Bakulin · Irena Szewińska · Polónia          |
| Estafeta 4x400m      | Brigitte Rohde · Waltraud Dietsch · Angelika Handt · Ellen Streidt · Alemanha Oriental  | Marika Eklund · Mona-Lisa Pursiainen · Pirjo Wilmi · Riitta Salin · Finlândia                  | Inta Klimoviča · Ingrīda Barkāne · Nadezhda Ilyina · Natalya Sokolova · União Soviética |
| Salto em altura      | Rosemarie Witschas · Alemanha Oriental                                                  | Milada Karbanová · Tchecoslováquia                                                             | Sara Simeoni · Itália                                                                   |
| Salto em comprimento | Ilona Bruzsenyák · Hungria                                                              | Eva Šuranová · Tchecoslováquia                                                                 | Pirkko Helenius · Finlândia                                                             |
| Arremesso do peso    | Nadezhda Chizhova · União Soviética                                                     | Marianne Adam · Alemanha Oriental                                                              | Helena Fibingerová · Tchecoslováquia                                                    |
| Lançamento do disco  | Faina Melnyk · União Soviética                                                          | Argentina Menis · Roménia                                                                      | Gabriele Hinzmann · Alemanha Oriental                                                   |
| Lançamento do dardo  | Ruth Fuchs · Alemanha Oriental                                                          | Jacqueline Todten · Alemanha Oriental                                                          | Nataša Urbančič · Iugoslávia                                                            |
| Pentatlo             | Nadezhda Tkachenko · União Soviética                                                    | Burglinde Pollak · Alemanha Oriental                                                           | Zoya Spasovkhodskaya · União Soviética                                                  |

## Quadro de medalhas
| Ordem | País               | Medalha de ouro | Medalha de prata | Medalha de bronze | Total |
| ----- | ------------------ | --------------- | ---------------- | ----------------- | ----- |
| 1     | Alemanha Oriental  | 10              | 12               | 5                 | 27    |
| 2     | União Soviética    | 9               | 3                | 5                 | 17    |
| 3     | Reino Unido        | 4               | 3                | 4                 | 11    |
| 4     | Polónia            | 4               | 2                | 4                 | 10    |
| 5     | Finlândia          | 4               | 1                | 5                 | 10    |
| 6     | França             | 2               | 2                | -                 | 4     |
| 7     | Alemanha Ocidental | 1               | 5                | 6                 | 12    |
| 8     | Itália             | 1               | 2                | 2                 | 5     |
| 9     | Iugoslávia         | 1               | 1                | 1                 | 3     |
| 10    | Bulgária           | 1               | 1                | -                 | 2     |
|       | Dinamarca          | 1               | 1                | -                 | 2     |
| 12    | Hungria            | 1               | -                | -                 | 1     |
| 13    | Tchecoslováquia    | -               | 3                | 2                 | 5     |
| 14    | Roménia            | -               | 2                | 1                 | 3     |
| 15    | Suécia             | -               | 1                | 1                 | 2     |
| 16    | Noruega            | -               | -                | 2                 | 2     |
| 17    | Bélgica            | -               | -                | 1                 | 1     |
|       | TOTAL              | 39              | 39               | 39                | 117   |

## Participantes
De acordo com uma contagem não oficial, 747 atletas de 29 países participaram do evento, dois atletas mais do que o número oficial de 745 como publicado.
| - Áustria (5) - Bélgica (21) - Bulgária (25) - Chipre (1) - Checoslováquia (46) - Dinamarca (12) - Alemanha Oriental (71) - Finlândia (33) | - França (44) - Gibraltar (1) - Grécia (12) - Hungria (21) - Islândia (2) - Irlanda (7) - Itália (48) | - Liechtenstein (1) - Luxemburgo (2) - Países Baixos (13) - Noruega (14) - Polónia (56) - Portugal (4) - Roménia (20) | - União Soviética (83) - Espanha (17) - Suécia (33) - Suíça (12) - Reino Unido (68) - Alemanha Ocidental (64) - Iugoslávia (11) |